# Куликово (Краснослободський район)
Кулико́во (рос. Куликово, ерз. Куликово) — село у складі Краснослободського району Мордовії, Росія. Адміністративний центр Куликовського сільського поселення.
Населення — 491 особа (2010; 464 у 2002).
Національний склад (станом на 2002 рік):
- росіяни — 63 %
- мокшани — 34 %